# Jayamangala, Malur
Jayamangala là một làng thuộc tehsil Malur, huyện Kolar, bang Karnataka, Ấn Độ.